# Sandrine Vendel
Pour les articles homonymes, voir Vendel (homonymie).
 (janvier 2016).
Si vous disposez d'ouvrages ou d'articles de référence ou si vous connaissez des sites web de qualité traitant du thème abordé ici, merci de compléter l'article en donnant les références utiles à sa vérifiabilité et en les liant à la section « Notes et références ».
Sandrine Vendel est une animatrice de radio d'origine belge.
Elle fut animatrice sur plusieurs radios dont O'FM, Radio Latina, RTL2, Le Mouv', Europe 1, Radio Nova et Ouï FM où elle assurait par ailleurs les interviews de sorties d'albums en rock français et Europe 2 où elle co-anima l'émission Radio Arthur aux côtés d'Arthur et de Manu Levy, sous le pseudonyme de « Jaz ».

## Biographie
(mars 2024).
2002 à 2013
Voix de la chaîne câblée Paris Première.
2006 à 2013
Voix d'Europe 1.
2007 à 2008
« Meneuse de jeux » sur Europe 1 tout en étant chroniqueuse concerts pour l'émission musicale On connaît la musique présentée par Thierry Lecamp.
Elle incarne également la voix féminine de la radio Europe 1 Sport.
Septembre 2009 à juin 2010
Anime 12 h/16 h le week-end sur Le Mouv' En 2010-2011, elle assure la tranche 14 h-16 h en semaine sur cette même station.
Au 1er semestre 2014, elle est à l'antenne[Où ?] le samedi et le dimanche matin de 7 à 10h. Entre septembre et décembre 2014, elle anime[Où ?] la tranche quotidienne 18-21 h. Durant 4 ans, elle co-anime avec Olivier Cachin l'émission La collection privée tous les samedis et Mouv' Rapology les dimanches de 10 h à 11 h.
Février à juin 2015
Avec le changement de ligne éditoriale du Mouv', elle ne présente plus que la matinale du week-end, entre 7 h et 10 h.
De 2015 à 2019, elle anime la tranche de l'après-midi du week-end sur radio Nova.
Depuis 2023, elle est directrice de production chez Paradiso Media

## Carrière à la radio et à la télévision
- 1994 - 1996 : Samedi et dimanche sur O'FM
- 1996 - 1997 : Samedi et dimanche 12 h-18 h sur RTL2
- 1999 - 2001 : Tranche 9 h-13 h sur Ouï FM
- 1999 - 2002 : Samedi 8 h-12 h en 1999 puis 8 h-11 h en 2000 sur Ouï FM
- 2001 - 2002 : Tranche 13 h-17 h sur Ouï FM
- 2001 - 2002 : Voix off de l'émission M.A.P.S sur Paris Première
- 2002 - 2005 : À cette heure, Laurent dort (samedi 7 h-11 h) sur Ouï FM
- 2002 - 2003 : Tranche Samedi 19 h-22 h sur Ouï FM
- 2003 - 2004 : Tranche 19 h-22 h sur Ouï FM
- 2004 - 2005 : Tranche Samedi 0 h 15-6 h sur Ouï FM
- 2005 : Tranches Samedi 14 h-18 h, dimanche 7 h-11 h et dimanche 14 h-16 h sur Ouï FM
- 2005 - 2006 : Radio Arthur avec Arthur, Manu Levy et Jonathan Lambert (16 h-18 h) sur Europe 2 (sous le pseudonyme de Jaz)
- 2006 : Tranche 9 h-13 h sur Europe 2 (remplacement de Philippe Despont)
- 2006 : Auteur de Nikos Aliagas sur la quotidienne de la Star Academy 6
- 2007 - 2008 :  Meneuse de jeu le week-end sur Europe 1 : samedi et dimanche 10 h-19 h
- De septembre 2008 à fin janvier 2009 : Tranche 21 h-24 h sur Ouï FM
- 2008-2009 : auteur et voix off du Top 50 sur MCM et du RNB 15 sur Virgin 17
- Septembre 2009 - Juin 2010: Tranche 12 h-16 h le week-end sur Le Mouv'
- Septembre 2010 - Décembre 2014 : La collection Privée avec Olivier Cachin
- Février - Juin 2015 : la matinale du week-end sur Mouv'
- Depuis septembre 2015 : tranche après-midi du week-end sur radio Nova